# Cyrla (szczyt w Gorcach)
Cyrla (913 m) – szczyt w Paśmie Lubania w południowo-wschodniej części Gorców. Wznosi się pomiędzy szczytem Chałupisko i Studzionkami. Północne stoki Cyrli opadają do doliny Ochotnicy w miejscu, w którym łączą się z sobą jej dwa źródłowe potoki Furcówka i Forędówki. Stoki południowe tworzą grzbiet oddzielający dwa źródłowe cieki potoku Granicznik.
Cyrla lub Cyrhla to nazwy często spotykane w Karpatach. Nazywano tak polany otrzymywane przez cyrhlenie (cyrlenie). Kiedyś była tutaj zatem polana, obecnie jednak opisywana Cyrla jest całkowicie porośnięta lasem. Jej zboczami prowadzi szlak turystyczny, ale omija jej wierzchołek po północnej stronie.
Przez szczyt Cyrli przebiega granica między wsią Szlembark (stoki południowe) i Ochotnicą Górną (stoki północne) w powiecie limanowskim, w województwie małopolskim.

## Szlaki turystyki pieszej
Główny Szlak Beskidzki, odcinek: Knurowska Przełęcz – Turkówka – Turkowska – Bukowinka – Chałupisko – Cyrla – Studzionki – Kotelnica – Runek (Hubieński) – Runek – Polana Wybrańska – Kudowski Wierch – Kudów – Jaworzyny Ochotnickie – Lubań – Wierch Lubania. Odległość 13,7 km, suma podejść 750 m, suma zejść 430 m, czas przejścia: 4 godz., z powrotem 3.05 godz.